# آگوس د سنپدرو
آگوس د سنپدرو (به پرتغالی: Águas de São Pedro) یک منطقهٔ مسکونی در برزیل است که در ایالت سائو پائولو واقع شده‌است. آگوس د سنپدرو ۳٫۶۱۲ کیلومتر مربع مساحت و ۲٬۷۰۷ نفر جمعیت دارد و ۵۱۵٫۲۴ متر بالاتر از سطح دریا واقع شده‌است.

## خواهرخوانده
شهرهای کوباتو و Molinaseca خواهرخوانده‌های آگوس د سنپدرو هستند.